# خطاب حفل التخرج

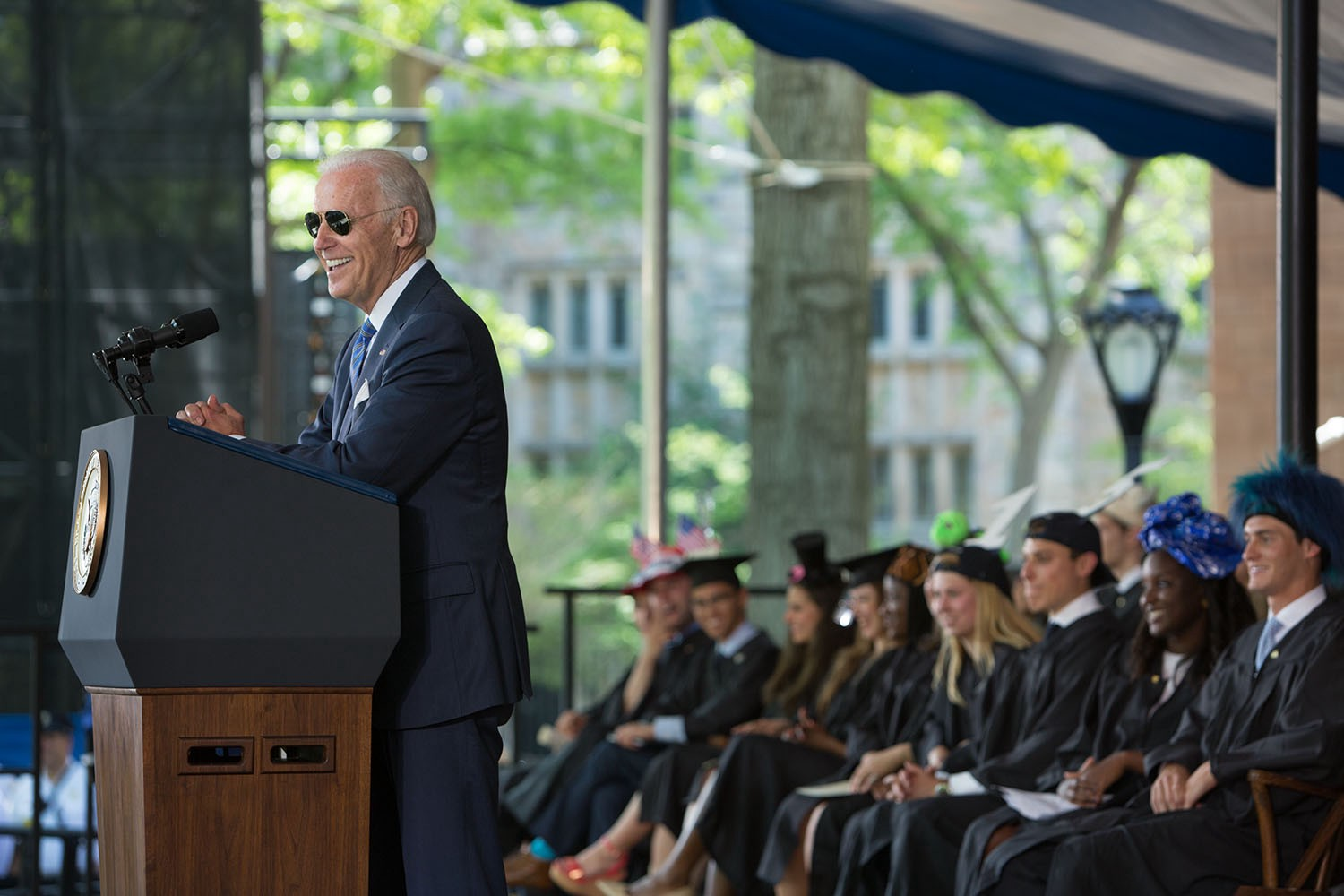
الرئيس (نائب الرئيس آنذاك) جو بايدن يلقي كلمة حفل التخرج لخريجي عام 2015 في جامعة ييل

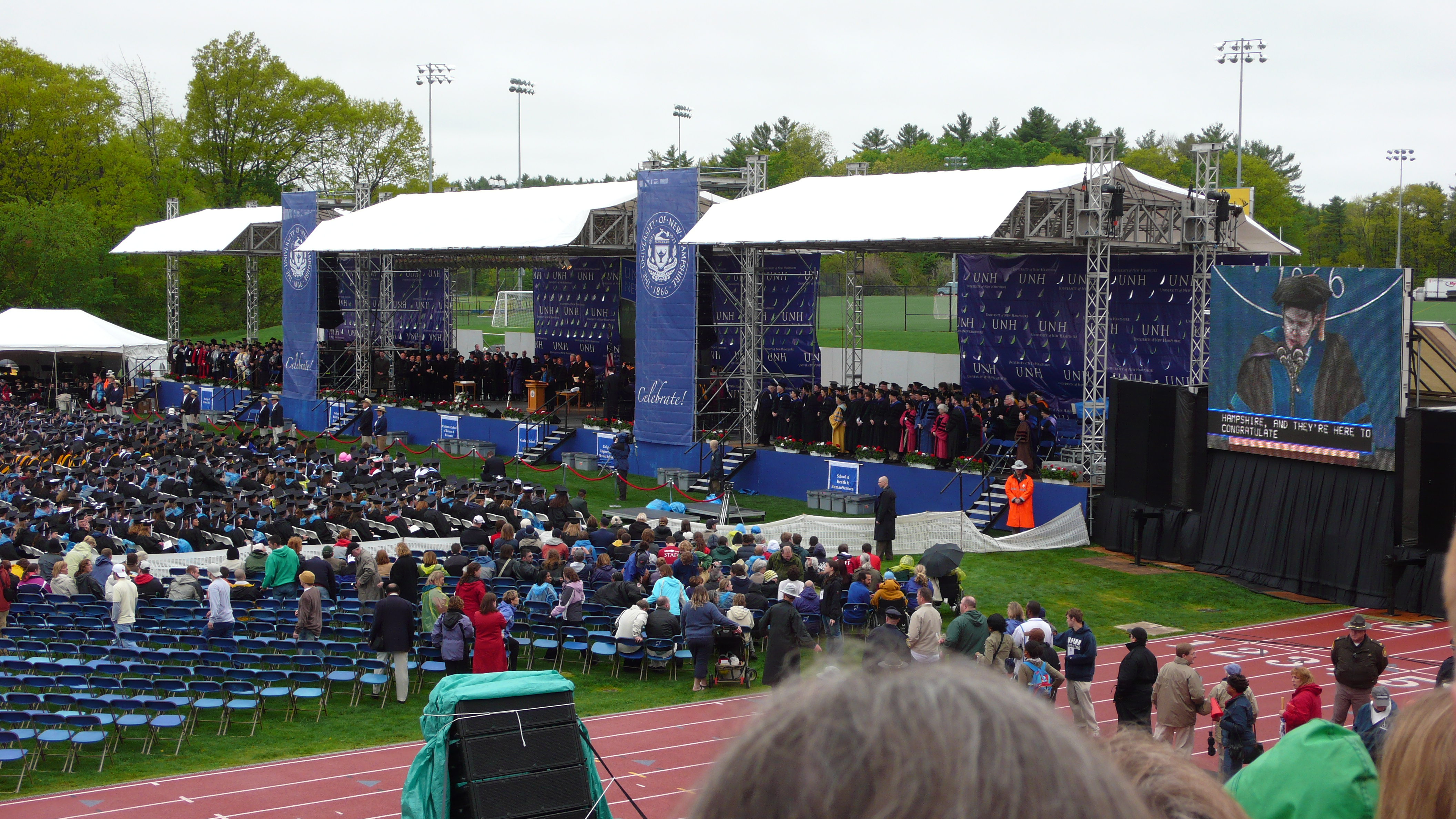
حفل تخرج في جامعة نيو هامبشاير عام 2007، تحدث فيه جورج بوش الأب وبيل كلينتون

كلمة حفل التخرج أو خطاب الاستهلال: هو خطاب يُلقى على الحضور والخريجين يوم التخرج ويكون في الجامعة غالبا. ويمكن أن يطلق المصطلح على الخطابات التي تلقى في مدارس التعليم الثانوي أو مؤسسات مماثلة حول العالم.
حفل التخرج: هو يوم يُمنح فيه الخريجون الشهادات والدرجات العلمية. وغالبا يكون من يلقي الخطاب شخصية بارزة أو أحد الخريجين، ويسمى: صاحب كلمة الحفل. وعادة يُستضاف سياسيون أو شخصيات مرموقة أو غيرهم من المتحدثين المفوهين لإلقاء خطاباتهم على الخريجين.
يمكن لأحد الخريجين أن يلقي كلمة يسيرة إلى جانب الشخص المستضاف أو بدلاً عنه، وعادة ما يكون طالبا متفوقا أو منتخبا من زملائه.
قد يتعارض إطلاق مصطلح «الاستهلال» الذي يعنى الابتداء مع الطابع العام لحفل التخرج بسبب ارتباط معنى التخرج بانتهاء فترة الدراسة، لكن نشأ استخدامه مع الطلاب الذين أنهوا دراستهم ليبدؤوا تجارب جديدة كالبكالوريوس أو الماجستير حيث يحصلون على امتيازات أخرى داخل الأوساط العلمية.

## بعض كلمات التخرج البارزة
- ونستون تشرشل في مدرسة هارو عام 1941 [1] [2]
- جورج سي مارشال في جامعة هارفارد عام 1947: خطة مارشال [3]
- خطاب جون كينيدي في الجامعة الأمريكية عام 1963 [1]
- ريتشارد فاينمان في معهد كاليفورنيا للتكنولوجيا عام 1974: " علم عبادة البضائع " [4]
- جوزيف برودسكي في جامعة ميشيغان عام 1988: "خطاب في الملعب" [5]
- ستيف جوبز في جامعة ستانفورد عام 2005 [6]
- ديفيد فوستر والاس في كلية كينيون عام 2005: " هذا هو الماء " [7]
- كونان أوبراين في كلية دارتموث في عام 2011 [8]
- بيتر ثيل، كلية هاميلتون في عام 2016 [9] [10]
- دونالد ترامب ، جامعة ليبرتي عام 2017 [11]
- هيلاري كلينتون ، كلية ويليسلي في عام 2017 [12] [13]
- تايلور سويفت ، جامعة نيويورك ، عام 2022
- مارك روبرت، معهد ماساتشوستس للتكنولوجيا, في عام 2023 [14] [15]

## أنظر أيضا
- تخرُّج
- خطاب

## روابط خارجية
- فن الخطابة الافتتاحية، أرشيف
- مقتطفات من خطابات حفل التخرج التي ألقاها ستيف جوبز ، وبيل جيتس ، وجي كيه رولينج